# Dinorah Figuera
Dinorah Figuera (Estado Aragua, Venezuela, 15 de abril de 1961) es una política y médica venezolana. Actual diputada y presidenta de la IV Legislatura de la Asamblea Nacional de Venezuela exiliada en España.

## Carrera
Dinorah Figuera fue dirigente estudiantil de la Universidad Central de Venezuela de donde egresó como médico cirujano en 1991. Como militante del partido La Causa Radical, fue subsecretaria del Municipio Libertador de Caracas entre 1993 y 1996, durante la gestión de Aristóbulo Istúriz.
Miembro de la Dirección Nacional del Partido Primero Justicia (Secretaria Nacional de Justicia Familiar), estuvo en varias cargos públicos, entre ellos: concejal del Municipio Libertador de Caracas 1995 al 2000 Concejal Metropolitana de Caracas 2000 al 2004, Subsecretaria Municipal del Municipio Libertador de Caracas, dirigente Social y comunitaria.
Miembro Honorario del Colegio de Enfermeras del Distrito Metropolitano además de reconocimientos como: Orden Diego de Losada en Primera Clase del Concejo del Municipio Libertador, Del Cabildo Metropolitano, Alcaldía El Hatillo, Asamblea Legislativa del Estado Miranda entre otros.

## Diputada a la AN
Figuera fue electa diputada por Caracas para el período 2010-2015 y por el estado Aragua en el año 2015 para el periodo 2016-2021. Figuera participa en la protestas en Venezuela de 2017 y lidera protestas en 2018 por el asesinato del padrino de su hija y compañero político Fernando Albán Salazar. Debido a esto recibe el acoso del Servicio Bolivariano de Inteligencia Nacional por lo que estuvo 10 días refugiada en la Embajada de Francia en Caracas con su hija hasta que pudo salir de Venezuela rumbo a España, donde recibe asilo político. En enero de 2021 fue nombrada presidenta de la comisión de Tecnología e Innovación de la Asamblea.

### Presidencia de la AN desde el exilio
El 5 de enero de 2023 fue electa presidente del parlamento parte de los diputados de la IV Legislatura de la Asamblea Nacional de Venezuela, esto a pesar de encontrarse exiliada en España. El 8 de enero el gobierno de Nicolás Maduro emitió una orden de aprensión en contra de su persona y de las diputadas Marianela Fernández y Auristela Vásquez.